# Saldula explanata
Saldula explanata är en insektsart som först beskrevs av Philip Reese Uhler 1893.  Saldula explanata ingår i släktet Saldula och familjen strandskinnbaggar. Inga underarter finns listade i Catalogue of Life.